# Santiago Oscar Veiga
Santiago Oscar Veiga (Buenos Aires, 16 de junio de 1961) es un periodista, profesor universitario, productor y psicólogo social argentino y actual presidente de la Federación Argentina de Periodistas Deportivo (FAPED) . Es productor del reconocido y galardonado documental fílmico Perón y el deporte.

## Vida
Santiago Veiga es miembro de una tradicional familia ligada a los medios de comunicación: su padre fue el reconocido relator radial Bernardino Veiga y sus hermanos Gustavo y Marcelo tienen una estrecha y constante relación con los medios. Por lo que desde muy joven tuvo activa participación en radio, televisión y medios escritos.
Desde 1980 desarrolló y desarrolla tareas periodísticas en emisoras radiales de alcance nacional, cubriendo eventos deportivos de características internacionales, como por ejemplo los Mundiales de Fútbol de Estados Unidos 1994 y Brasil 2014.
En 1995 comenzó su tarea como docente en UTPBA coordinando cursos de capacitación en periodismo de investigación y redacción. 
En 1998 inició su labor como profesor en DeporTEa (Taller Escuela Agencia) de periodismo.

## Ámbito social
Integrante y fundador de la Red de la Comunicación de la UTPBA y participó activamente en los dos Congresos Mundiales de la Comunicación que se hicieron -con la adhesión de la FELAP y la UNESCO- en Buenos Aires, en los año 1997 y 2005
Fue re fundador y presidente del Círculo de Periodistas Deportivos de su comunidad (Necochea), vocal de la FAPED (Federación Argentina de Periodistas Deportivos) de Argentina. 
Tuvo activa participación en la Nueva Ley de Medios de Argentina, donde brindo charlas y firmó junto a 100 periodistas el reclamo y la necesidad de lo que poco tiempo después se convertiría en la Nueva Ley de Medios Audiovisuales 26.522 y su Decreto reglamentario, el 1225/2010, consiguiendo derogar la ley de medios de la dictadura militar, Ley de Radiodifusión 22.285, que había sido promulgada en 1980 por la dictadura militar autodenominada Proceso de Reorganización Nacional y que se mantuvo vigente hasta la aprobación de esa nueva ley. 
http://www.voltairenet.org/article162241.html

## Premios y reconocimientos
Obtuvo galardones de varias de instituciones intermedias, públicas y privadas de la ciudad de Necochea, la provincia y Argentina, donde se pueden mencionar: 
- Premio provincial Faro de Oro, como mejor conductor periodístico deportivo y también al mejor programa deportivo del interior junto a los periodistas Juan Alberto Poteca y Marcelo Bolado.
- Premio Anual del Deporte, de la Asociación de Periodistas Independientes a la Trayectoria Periodística Deportiva 1994.
- La Campaña nacional “Sol sin drogas” lo reconoció por su Trayectoria Periodística en lucha contra la droga.
- Fue elegido por unanimidad por sus colegas como el Mejor Periodista Nacional en los "Premios Lobo de Mar al Deporte y la Cultura" en su edición 26, organizada por el Círculo de Periodistas Deportivos de Mar Del Plata.
- Su labor con el film “Perón y el Deporte” fue Declarada de Interés Deportivo y Cultural por la Legislatura de la Ciudad de Buenos Aires, según la Ley Nº 302 sancionada en 2012. Obteniendo este Film la declaración de interés Cultural y Deportiva de la Municipalidad de Puerto Madryn.[cita requerida]